# Raimund Harmstorf
Raimund Harmstorf (Hamburg, 1939. október 7. – Marktoberdorf, Németország, 1998. május 3.) német színész.

## Élete és pályafutása
Orvos fiaként született Hamburgban, ott is nevelkedett; orvostudományt tanult, majd a zene- és előadóművészeti főiskolára járt. Eleinte sportolt is Schleswig-Holsteinben, ahol saját állítása szerint tízpróbázóbajnokká vált.
Első filmes szerepeiben a 60-as évek közepén mellékszereplő volt. Főszerepeket az 1970-es évektől kapott, így Wolf Larsen volt a Tengeri farkasban; Jack Harper A fekete farkasok üvöltésében és Jules Verne megfilmesített regényében a címszereplő Sztrogoff Mihály. Ezt követően három Bud Spencer- és egy Terence Hill-filmben is volt látható mint negatív szereplő. Továbbá volt közös szerepe Franco Nero és Charlton Heston színészekkel. Pályafutása során számos filmben és tévésorozatban tűnt fel. Az 1990-es évek elején akcióhősszerepeket is vállalt.

## Betegsége és halála

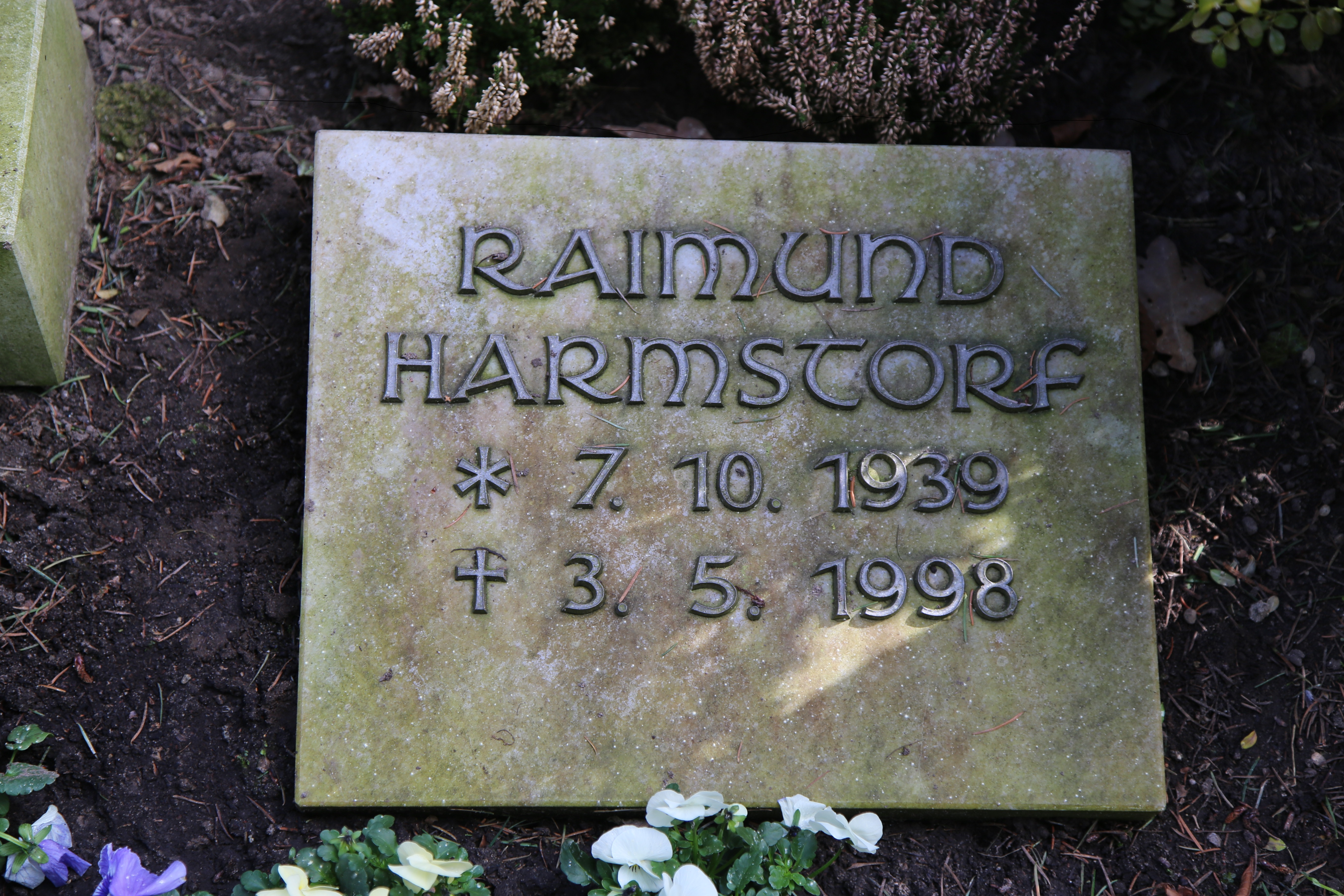
Raimund Harmstorf sírja

Karrierje vége felé Parkinson-kórban szenvedett, amit 1994-ben diagnosztizáltak, és pszichiátriai klinikán gyógyszeres kezeléseket kapott, amelyek legyengítették. Betegségét és sebezhetőségének hírét kihasználták a német bulvárlapok. Emiatt öngyilkosságot követett el; felakasztotta magát. Halála botrányt okozott.
A német rendőrség a bulvárlapok vizsgálata során kijelentette, hogy öngyilkosságát egyes, a betegségével kapcsolatos cikkek jelentősen előmozdították. Különösen a Bild szerkesztőit vádolták, mert már a tényleges halála előtt Harmstorf halálhírét keltették a főoldalukon. Harmstorf barátnője megerősítette, hogy a színész nyilvánvalóan megrémült, miután elolvasta saját haláláról terjesztett valótlan cikket, és ekkor vehette rá magát a végzetes tettre, még mielőtt e híreket részben idézték volna a német RTL Televízióban.
Harmstorf sírja apja származási helyén, a Bad Oldesloe-i temetőben található. E településen élete során többször megfordult, és utcát neveztek el róla.

## Filmszerepei
- 1998 – Charly – Majom a családban (TV-sorozat) ... John Berghaus
- 1996 – Kórház a pálmák alatt sorozat (Klinik unter Palmen) ... Hannes Müller
- 1995 – Viking monda (The Viking Sagas) ... Valgard
- 1993 – Testestöl-lelkestöl (TV-sorozat) ... Manfred Mattusek
- 1991 – Két férfi, egy eset (TV-sorozat) ... Theo Karnick
- 1990 – Café Európa ... Mr. Whiteman
- 1988 – Az óriási nyomozó: A hamisítvány / A nevető lány (Il Professore – Fanciulla che ride) ... Vasco
- 1987–88 – A klinika (TV-sorozat) ... Florian Brinkmann / Cousin Florian
- 1987 – Tetthely (TV-sorozat) ... Rolf Bergmann
- 1982–83 – Az Öreg (TV-sorozat) ... Harry A. Schneider / Harald Steinhart
- 1979 – Seriff az égből (Uno sceriffo extraterrestre – poco extra e molto terrestre) ... Briggs kapitány
- 1978 – Az az átkozott páncélvonat (Quel maledetto treno blindato) ... Adolf Sachs
- 1978 – Akit Buldózernek hívtak (Lo chiamavano Bulldozer) ... Kempfer őrmester
- 1975 – Derrick 8. epizód: A szökevény nyomában / Az erőszak jegyében ... Günter Hausmann
- 1975 – Egy zseni, két haver, egy balek (Un genio, due compari, un pollo) ... Milton őrmester
- 1975 – Sztrogoff Mihály sorozat (Michel Strogoff) ... Sztrogoff Mihály
- 1974 – A felügyelő (TV-sorozat) ... Theo Klinger
- 1974 – Fehér Agyar visszatér ... Kurt Jansen
- 1973 – Fehér Agyar (Zanna Bianca) ... Kurt Jansen
- 1973 – Tengeri farkas ... Wolf Larsen
- 1972 – Fekete farkasok üvöltése (Der Schrei der schwarzen Wölfe) ... Jack Harper
- 1972 – A vadon szava (The Call of the Wild) ... Pete
- 1971 – Der Seewolf (TV-s mini-sorozat) ... Wolf Larsen
- 1971 – Tournee (TV-sorozat) ... Nico Berger
- 1970 – Scheibenschießen (TV-film) ... Bert
- 1969 – Die Revolte (TV-film) ... Hans Jürgen Berger
- 1968 – Detektiv Quarles (TV-s mini-sorozat) ... Jimmy Clayton
- 1966 – Die Chefin (TV-film) ... Bob Salesbury
- 1965 – Leutnant Nant (TV-film) ... Der Rekrut
- 1965 – Don Juan (TV-film) ... Bauer Pierrot / 3. Räuber